# ガメラ対大魔獣ジャイガー
『ガメラ対大魔獣ジャイガー』（ガメラたいだいまじゅうジャイガー）は、1970年（昭和45年）3月21日に公開された日本の特撮映画作品。昭和ガメラシリーズ第6作。大映東京撮影所製作。
カラー、大映スコープ、83分。同時上映は『透明剣士』。

## ストーリー

建設中だった「万博会場」がロケに使われた。

大阪港で「北山船舶修理工場」を営む北山良作には、弘という小学生の息子がいた。北山は、間もなく大阪千里丘で開催される「大阪万博」会場で使用される遊戯用潜水艇の製作を依頼されていた。この関係で、弘は万博の広報部員・沢田圭介に連れられて建設途中の万博会場の見学をする。万博開催のテーマは「人類の進歩と調和」であり、圭介も自らの考古学知識を存分に役立てようとしていた。
会場には近いうちに、南太平洋赤道直下に位置し「ムー大陸の一部だった」と言われるウエスター島から、「悪魔の笛」と呼ばれる巨大な彫刻石像が陳列のために運ばれることになっていた。しかし万博側は、その文化使節であるギボーより「古い先祖の言い伝えがあるので発掘をやめて欲しい」として猛抗議を受ける。圭介は自らの考古学の知識と万博のテーマを交えた講演を行い、説得を図るが、ギボーは「ジャイガー」という言葉を何度も吐いて、結局は納得しなかった。
一方、ウエスター島では既に政府からの許可を得ていた発掘隊がウィリアム博士主導の下、悪魔の笛を貨物船「南海丸」へ運搬するために最後の大詰めを迎えていた。そこへ突然ガメラが飛来し、なぜか発掘・運搬を行おうとするヘリコプターを妨害し始める。ウィリアム博士は毅然と指示を出し、ガメラへの攻撃も用意しようとする。博士の息子・トミーとその妹・スーザンから反対されても断固としてガメラへの攻撃をやめようとしない。やがて悪魔の笛が完全に発掘されるとガメラは本格的に妨害を強行し、同時にウィリアム博士らも攻撃を行い、ガメラを相手に一触即発の緊張状態となる。
その時、島の火山が噴火活動を始めるとガメラは炎のエネルギーを求めて火山へと飛び去っていく。南海丸に運搬される悪魔の笛からは突如として汽笛のような謎の怪音が響き始めるも、発掘自体は成功を収め、日本への帰路につく。南海丸より先に大阪へと戻ってきたトミーとスーザンは友人である弘にウエスター島の土産話と現れたガメラの妨害について話をするが、弘は「ガメラの妨害には何か理由がある」と考えており、先日訪れたギボーの口にしていた「ジャイガー」という言葉に、言い知れぬ不安を強く感じる。
その不吉な予感は現実のものとなる。ウエスター島で、悪魔の笛が発掘された地面の下で永い眠りについていた「大魔獣ジャイガー」が目覚めたのだ。悪魔の笛を追おうとするジャイガーは火山から戻ってきたガメラと戦闘になり、互角の勝負を繰り広げるも、やがて鼻の横の角から発射する固形唾液ミサイルでガメラの四肢を釘付けにして自由を奪い、えらの水上ジェット噴射によって海面を滑走し、日本へと向かう。

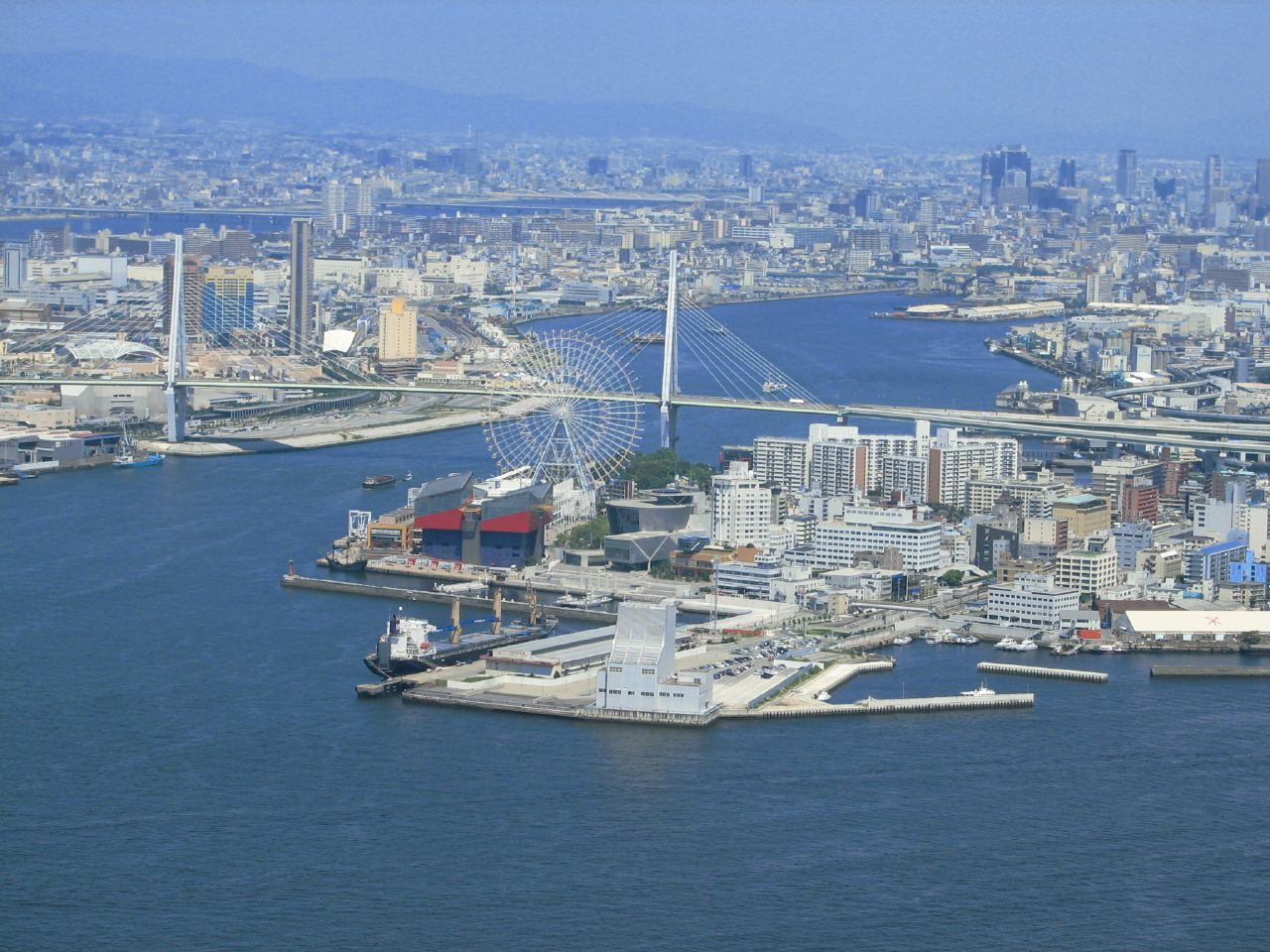
大魔獣ジャイガーは大阪港に上陸する。

大阪港では、到着した南海丸から悪魔の笛の荷揚げが行われようとするも、船員たちのほとんどが悪魔の笛に触れてから謎の奇病に侵されており、作業が進まない。圭介からの依頼で訪れた港湾の労務者たちの手によって何とか荷揚げは完了するものの、その1人が悪魔の笛から怪音が響きだすと共に苦しみ始めてしまう。
その少し前、八丈島南方の海域を航行中だった1隻の貨物船が時速300キロという猛スピードで海面を滑走するジャイガーを目撃、回避も空しく破壊されてしまう。さらに悪魔の笛の荷揚げが終わった直後、大阪港に現れたジャイガーは南海丸までも真っ二つに破壊し、大阪への上陸を果たすと大阪市街地を次々と破壊していく。迎撃する陸空の防衛部隊も固形唾液ミサイルや角から発するマグネチューム光線によって全滅させられてしまう。
そのころ、ウエスター島でひっくり返されたまま身動きができなかったガメラは、尻尾を使って四肢に射ち込まれた固形唾液ミサイルを引き抜くと飛行形態となり、ジャイガーを追って日本へと向かう。大阪の町をマグネチューム光線で次々と焼き尽くし、通天閣までも破壊してしまうジャイガーの元へと飛来し、大阪城公園で二度目の挑戦を試みるが、一瞬の隙を突かれて卵を産み付けられて大阪港で仮死状態となってしまう。

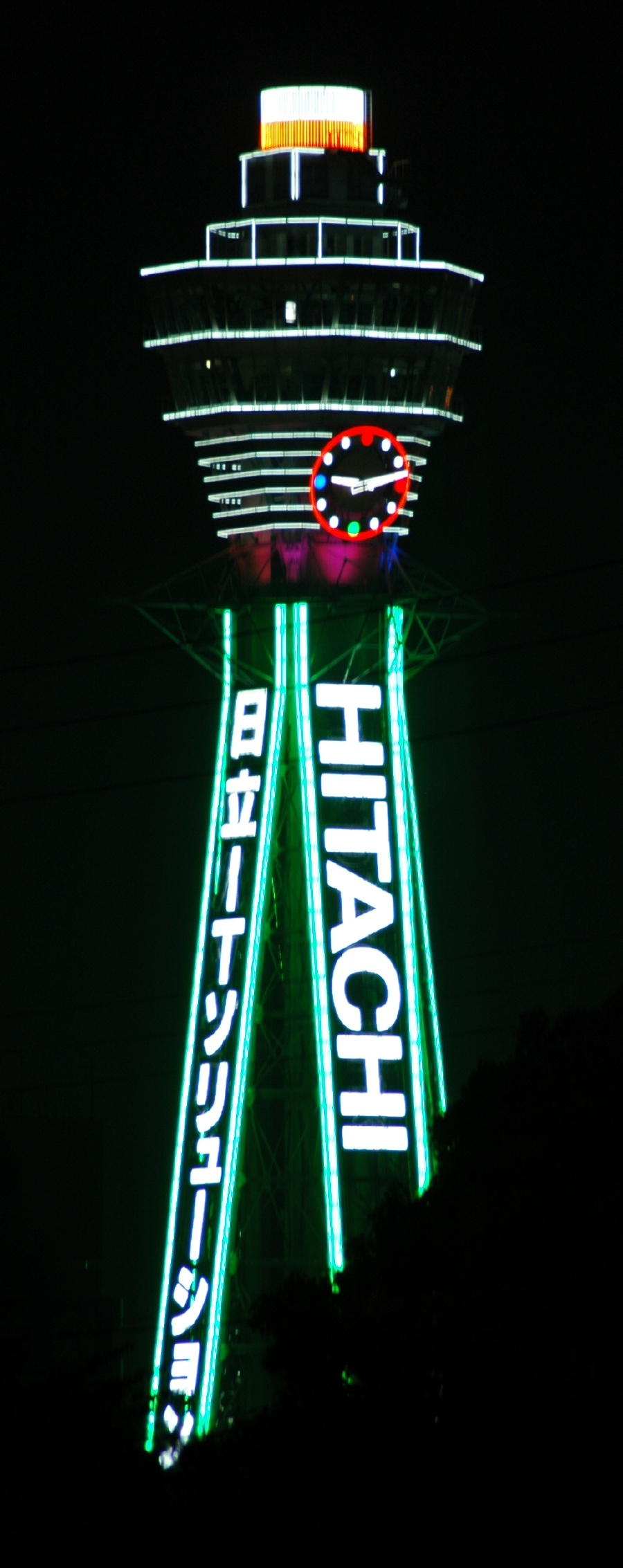
2作目『ガメラ対バルゴン』に続き、本作でもジャイガーによって大阪の通天閣が破壊される。

対策本部ではジャイガーに対する有効策が立てられずに頭を痛めているが、訪れた弘とトミーが「悪魔の笛」の石像にジャイガーを倒す鍵があると進言。しかし、万博会場へと迫ってきたジャイガーは、運ばれていた石像を大阪湾へと投げ飛ばしてしまう。そこで最後の手段としてガメラを蘇らせる計画が練られる一方で、海洋研究所所長・松井博士の証言によりガメラの体内にジャイガーの幼虫がいると推測される。
弘とトミーは独自に持ち出したトランシーバーで連絡を行いつつ、良作が万博会場の遊戯用に試作した小型潜水艇を無断で借用し、ガメラの口から体内へと果敢に進入。肺に巣食っていたジャイガーの幼生を発見する。ところが、壊れて雑音を発するトランシーバーを近づけたところ、幼生は苦しみだし、遂には死んでしまう。このことから、「低周波の音波に弱い」というジャイガーの弱点が判明。ジャイガーを封印していたのが、悪魔の笛が発する低周波の音波であることも、船員たちの奇病も同じ原因だったことも判明する。そこで、大型スピーカーによる低周波音作戦が開始される。同時にガメラを復活させるために高圧電流が送電されるものの、あまりの出力のために回路が焼き切れ、同時にジャイガー撃退のためのスピーカーの電力までストップしてしまう。
しかし結果的にガメラは完全に復活し、万博会場で目覚めたジャイガーの元へと飛来。万博会場を舞台に、二大怪獣による三度目の、最後の決戦が繰り広げられる。

## 解説
前作での宇宙から一転して、「日本万国博覧会」を舞台にした作品。当時少年誌各誌ではカラーグラビアで「謎の古代遺跡」を題材にしたものが流行っており、これを企画に採り入れたもので、万博を舞台にしたのは後付けだった。そのため、万博会場でのロケが行われたものの、監督の湯浅憲明によると東宝のようにパビリオン協力しているわけでもなく、大映にそこまでの営業力もなかったため、タイアップではなかったという。
脚本担当の高橋二三によると、本作品では新しい物語要素としてオカルトをテーマに採り入れており、「悪魔の笛」が引き起こす「呪い」を強調した内容となっている。高橋はこの趣向を、のち（1973年以降）のオカルトブームに先駆けるものだったと述懐している。大映京都撮影所作品『透明剣士』（黒田義之監督）と併せた「特撮二本立て」興行だった。脚本題名は『ガメラ対大魔獣X』。
弘たちの家は大阪市の港区あたりにあると思われるが、卵を産み付けられたガメラがやってくるシーンでは、なぜかすぐそばに、あるはずのない山がある。弘とトミーがこの港区あたりの家から大阪城、万博会場へと自転車で短時間で急行したり、またジャイガーが万博会場から片手で投げた悪魔の笛が途中で落ちもせずに数10キロ離れた大阪湾まで届いたり、距離感の現実離れした描写が印象に残る。
「ガメラ映画」で大阪城が登場するのは『大怪獣決闘 ガメラ対バルゴン』（1966年）に続いて2度目。また『ガメラ対大悪獣ギロン』の一部BGMが流用されている。ジャイガーの子供がガメラに寄生するシーンは、湯浅によると「予算は無いし、やることは大体前のガメラでやりつくしちゃったので、どうしようかと思って考えた」アイディアだったという。
弘少年がかぶっているのはロッテオリオンズの野球帽である。同球団の前身は「毎日大映オリオンズ」でオーナーは大映の永田雅一。本作品公開時にはロッテに改称されていたが、まだオーナーは永田であった（詳しくは千葉ロッテマリーンズの歴史の項を参照）。

## 『ガメラ対ジャイガー』の特撮
本作品制作時、すでに大映本社の経営は末期状態で、倒産の気配は濃厚だったというが、湯浅はそれでもアイディアを凝らし、ミニチュア特撮にこだわる演出姿勢を貫いている。万博会場がクライマックスの舞台であるが、パビリオンを壊すわけにもいかず、代わりに大阪市街地の特撮セットが組まれ、シリーズでは『大怪獣空中戦 ガメラ対ギャオス』（1967年）以来、久しぶりに見応えのある大規模な都市破壊の特撮シーンが描かれている。昭和シリーズで都市破壊が見られるのは、本作品が最後である。
それでも製作費はギリギリの状態だったため、湯浅によると、最終的に大映社長の永田雅一に直談判して、あと特撮セット一杯分の約3,000万円の追加予算を得た。ガメラがジャイガーに寄生産卵され、苦しみながらやってくる大阪港発電所付近の特撮セットは、この予算で作られた。
ジャイガーの寄生卵描写で、ゾウの鼻を切開して寄生虫の塊を取り出す記録フィルムが劇中に挿入されるが、これは多摩動物公園に協力してもらい、ゾウにメイクし、ブタの回虫を使って撮影したもの。「気味が悪い」と評判だったというが、湯浅も「撮ってる僕も気味悪かった」と笑っている。そのまま映すのははばかられたため、フィルターをかけて白黒に処理してある。

## 登場怪獣

### ガメラ
前作『ガメラ対大悪獣ギロン』（1969年）で新造されたぬいぐるみを流用し、エキスプロによって頭のみ新規に作り直された。この新造形の頭は頭頂が平たく、鼻先が丸く目の離れているのが特徴。表情が前作までのものよりも優しい印象となっているが、エキスプロによると特に意識したものではなく、通常通り造ったものだという。
ガメラはジャイガーの放つ超高周波の「マグネチューム光線」を避けるため、電柱を引き抜き、「耳の穴（本来、カメなど爬虫類にはない）」に挿し込んで耳栓をしたり、手足に刺さったジャイガーの唾液固形ミサイルを抜くために、ゾウの鼻のように尻尾で岩石を掴んだり、工場の煙突を引き抜いて、唾液固形ミサイルに対する盾として使う芸当も見せる。
また、本作品ではガメラの「X線透視写真」が登場する。劇中で学者によって「アオウミガメの骨格に似ている」という説明があるものの、画面に映るレントゲン写真はリクガメのものだった。ジャイガーに卵を生みつけられ、頭と腕が透明になったガメラは、頭と腕を透明のポリ樹脂にすげ替え、発光ギミックで光らせて表現した。
本作品では半切り・立て看用ポスターのほか、関連図書でガメラとジャイガーの「必殺戦法」が紹介された。
鉄骨攻め
ウェスター島での初戦で、ガメラがジャイガーの固形唾液ミサイル戦法に対抗する技。工事現場の鉄骨でミサイルを防ぐ。
サターン殺しの技
ジャイガーの眉間に「悪魔の笛」を打ちこんでとどめを刺すガメラの必殺技。

### 大魔獣 ジャイガー
デザインは特撮美術の矢野友久が手掛けた。公開前に『週刊ぼくらマガジン』（講談社）で名称公募された際のイラストでは、「野牛」のような姿となっている。エキスプロが韓国・台湾での仕事で忙しかったため、ぬいぐるみは開米プロダクションが製作した。四足怪獣だが、膝を地面につけずに演技され、「見栄え」を重視してデザインされたため、非常に動きづらかったという。6尺大の操演用ミニチュアも使用されている。
ウエスター島に眠っていたムー帝国の怪獣と言われる古代怪獣で、血の色は赤。ガメラはその存在を知っていたらしく、人間たちが「悪魔の笛」を引き抜こうとするのを妨害するが、結局止められずに目覚めた。海水を飲み込み、頭部横のエラからジェット噴射させることにより、海上を時速300キロで滑走でき、貨物船も真っ二つにへし折る。短時間なら低空も飛行可能で、ガメラに対して二度に渡って勝利した強敵である。
ウエスター島では「悪魔の笛」と呼ばれる石像に動きを封じられていたが、実は低周波の音波が弱点である。悪魔の笛とは眠るジャイガーを静めるために生贄の血を注ぐよう造られた構造物であり、その内部で共鳴する低周波音によって結果的にジャイガーの動きを封じていたものである。なお、この音波は人間にも有害で、輸送中に南海丸の船員や大阪港の作業員が苦しむ現象も起きる。

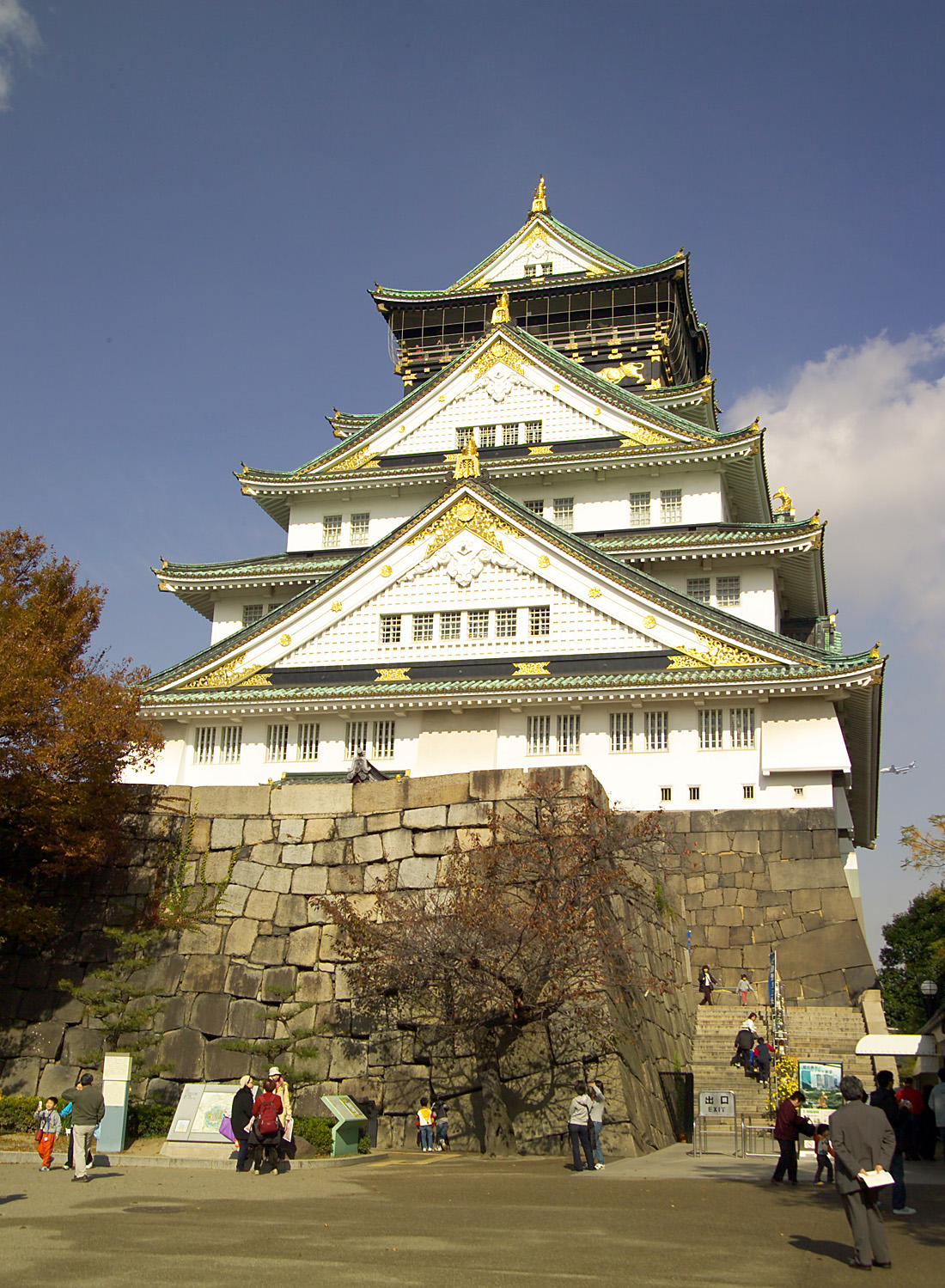
ガメラとジャイガーの第2回戦場となった大阪城。かつてバルゴンもこの地でガメラと戦った。

ウエスター島でガメラと戦い、唾液固形ミサイルで手足を貫いて動きを封じてしまい、自分を封印した悪魔の笛を追って日本へ来襲。大阪城で追いついたガメラと2度目の戦いとなり、大阪城でのガメラとの再戦では、唾液固形ミサイルの戦法を学習したガメラによって空から攻められて劣勢になるが、隙を突いて、尾の針状の産卵管をガメラの首筋に突き刺し、ガメラを再びダウンさせて卵を産み付けてまたも撃退、悪魔の笛が運ばれた万博会場へ向けて進撃する。自衛隊は、万博会場に現れたジャイガーに対し、その弱点である低周波音をスピーカーで拡大してその動きを止める作戦を取るが、ガメラ復活のためにも電力を回していたため失敗する。
しかし人間たちの活躍で復活したガメラの再リベンジによって、マグネチューム光線も輸卵菅も封じられ、戦法を出し尽くしたジャイガーは最早ガメラの敵では無く、最後は空飛ぶガメラに何度も飛びかかろうとしたものの届かず、ガメラによって投げつけられた悪魔の笛が額に刺さって死亡、死骸はガメラによってウエスター島に運ばれた。
本作の半切り・立て看用ポスターにはガメラとジャイガーの死闘を強調し、「吸血戦法」や「空中回転投げ」などジャイガーの「必殺技」の図解が盛り込まれた。
マグネチューム光線
頭の一本角から発する超高周波光線。曲線を描いて到達し、地上のすべてを焼き払い人間を一瞬で白骨化させる。当時の図鑑によっては「オレンジ光線」とも表記。
固形唾液ミサイル
鼻の両脇の角の先から唾液を固めた針を発射し、ガメラの手足を串刺しにして、これを甲羅に引き込められなくすることでガメラの動きを止める。劇中で特に名称は無いが、公開時ポスターでは「固形唾液ミサイル」と表記。
吸血戦法
尻尾の先端に輸卵管の針があり、その針でガメラの体内に卵を産み付け吸血寄生させる。寄生されたガメラの頭や前足が透けて見えることから、公開当時、「スケスケ戦法」とも呼ばれた。
マグネチック吸盤
前後両足の裏に「マグネチック吸盤」（電気掃除機の100万倍の吸引力）を具えており、離れたものを手元に引き寄せることができる。ガメラの甲羅に張り付いての「必殺空中回転投げ」という技を使う。

### 小ジャイガー
大阪城での戦いでジャイガーに卵を産み付けられたガメラの肺の中で誕生した体長2メートルほどの子供。小ジャイガーの他に、当時の関連刊行物などでは「子ジャイガー」、「ジャイガー二世」、「吸血幼虫」などと呼ばれている。親ジャイガーとは別に、開米プロでぬいぐるみが作られた。
この小ジャイガーは、頭の一本角が未発達な以外は親と同じ形態をしていて、鼻の両脇の角から粘着力の高い液体（固形唾液ミサイルの不完全な物）を飛ばし、弘たちを釘付けにしようとする。この小ジャイガーに体内で血を吸われたガメラは、頭と左前足が透明化し、大阪湾に頭を突っ込んだまま仮死状態になってしまう。親と同じく低周波の音波に弱く、潜水艇で体内に進入した弘たちが使ったトランシーバーの雑音によって倒され、ジャイガーそのものの弱点を人間側に知られるきっかけとなった。

## キャスト
大阪を舞台にした作品であるが、大阪弁を話す俳優は大村崑とその娘役の八代順子、港湾労働者の蛍雪太郎くらいしかいない。沢田圭介役の「炎三四郎」は、のちの速水亮。当時、研修を終えたばかりだったが『ああ陸軍戦闘隊』（村山三男監督）で役をもらい、度胸の良さを認められて本作品で主演デビューとなった。「炎三四郎」の命名は大映専務の永田秀雅による。
ヘリコプターパイロット役の高田宗彦は日本人であるが、白人を演じている。白人俳優のケリー・バリス、キャサリン・マーフィ、マーリズ・ヘリーは調布のアメリカン・スクールから選ばれた、まったくの素人だった。
- 北山弘：高桑勉
- トミー：ケリー・バリス
- スーザン（トミーの妹）：キャサリン・マーフィ
- 沢田圭介（万博広報部員）：炎三四郎
- 北山良作（北山船舶修理工場長、弘の父）：大村崑
- 北山みわ子（圭介の恋人、弘の姉）：八代順子
- 万博警備部長：平泉征
- 松井博士（海洋研究所所長）：北城寿太郎
- 鈴木博士（国立科学研究所所長）：夏木章
- 万博事務局長：仲村隆
- 港湾労務者：三夏伸
- 南海丸船長：丸山修
- 貨物船船長：中田勉
- アナウンサー：森矢雄二
- 山本（ウイリアムの助手）：佐伯勇
- 港湾労務者：飛田喜佐夫
- 万博女事務員：田中三津子
- ウィリアム博士（トミーとスーザンの父）：フランツ・グルーベル
- ギボー（ウエスター島文化使節）：チコ・ローランド
- エレン（トミーの母）：マーリズ・ヘリー
- 港湾労務者：蛍雪太郎
- 貨物船通信士：荒木康夫
- 北山船舶修理工場職員：喜多大八
- 自衛隊小隊長：井上大吾
- 万博通訳：隅田一男
- 南海丸船医：志保京助
- 貨物船航海士：松山新一
- ヘリコプターパイロット：高田宗彦
- 発電所技師：遠藤哲平
- 自衛隊司令官：槇俊夫
- 南海丸水夫長：中原健
- 自衛隊員：関幸太郎
- 警察本部長：小杉光史
- 自衛隊員：稲妻竜二
- 南海丸船員：山上友夫
- ヘリコプターパイロット：若倉慶
- 北山船舶修理工場職員：原大作
- 南海丸船員：山本一彦
- ガメラ：泉梅之助

## スタッフ
湯浅憲明は本作品から社員監督としてでなく、1本ごとの「契約監督」扱いで関わっている。社員監督だと残業の際に保証される「夜間手当」は契約監督にはつかないため、湯浅は撮影所で「夜間」と「ヤカン」を引っかけた社員たちから、「あいつは悔しくてヤカンを蹴飛ばしてるらしいぞ」などと悪評を立てられたという。
ガメラの体内での撮影では、準備中に照明スタッフが脳溢血で倒れてしまった。体内セットが軟らかい素材だったため、クッションになってそのときは無事だったが、映画完成後に亡くなったという。湯浅は「倒産寸前のストレスからくるストレス死だ」と語っている。当時、大映本社の経営状況悪化と労使抗争から「スタッフ全員、ストレスが山のようだった」という。
- 監督：湯浅憲明（本編・特撮とも）
- 製作：永田秀雅
- 企画：仲野和正
- 撮影：喜多崎晃
- 録音：清水保太郎
- 照明：泉正蔵
- 美術：山口煕
- 編集：宮崎善行
- 脚本：高橋二三
- 音楽：菊池俊輔
- スチール：沓掛恒一
- 助監督：小林正夫
- 製作主任：川村清
- 特殊技術
  - 特殊撮影：金子友三
  - 特殊合成：藤井和文
  - 照明：石森七郎
  - 美術：矢野友久
  - 操演：田中実
  - 助監督：阿部志馬
  - 音響効果：小島明
  - 特殊造形：エキスプロダクション、開米プロダクション

## 主題歌
- 「ガメラマーチ」
- 「僕らのガメラ」
  - 作詞：永田秀雅
  - 作・編曲：広瀬健次郎
  - 歌：大映児童合唱団
  - 演奏：大映レコーディングオーケストラ
  - 発行：大映レコード

## ソノシート
「ガメラマーチ」を主題歌とし、大映レコードレーベルで朝日ソノラマからソノシートが発売された。イラストは南村喬之。「迫力ドラマ」（脚本：辻真先）と題して、声優を使ったドラマ「ガメラ対ジャイガーの大死闘」が収録されている。声の出演は富田耕生、永井一郎、野田圭一、山本圭子、清水マリ。定価330円だった。

## 宣伝興行
『対バイラス』以来の慣行として、本作品公開前に『週刊ぼくらマガジン』誌でジャイガーのデザイン画が「怪獣X」と称されて公開され、名称が公募された。賞品は「特賞：1人に奨学金10万円」、「佳作A：50人にガメラのプラモデル」、「佳作B：100人に『大怪獣X対ガメラ』の劇場招待券」というものだった。
本作品の制作は日本万国博覧会とタイアップ関係には無かったが、開催後の万博会場では東宝のゴジラとガメラの「怪獣ショー」のアトラクションが行われ、「ゴジラ対ガメラ」の一幕もあったという。
ショーは博覧会場内の「お祭り広場」で開かれ、大村崑が司会を務めた。ガメラやゴジラは藤田まことの劇団の若手が当初演じていたが、「素人ばかりで立ち回りがうまくいかないから」と、当時ゴジラを演じていた中島春雄が呼ばれ、10日ほど出張してゴジラ役を演じることになった。ショーは舞台の左右からガメラとゴジラが出てきて中央で組み合うというもので、1日3回公演の予定だったが、結局夜1回の公演になったという。

## 漫画化
公開に合わせ、『週刊少年チャンピオン』（秋田書店）で一峰大二による漫画が掲載された。この作品はB5判サイズの単行本にされ（1970年3月1日発行）、劇場でも配られた。

## 映像ソフト化
- レーザーディスク
1986年発売。
- ビデオ
1991年発売。
- DVD
2001年11月28日発売の「ガメラTHE BOX（1969-1980）」に収録されており、単品版も同時発売[7]。トールケース版は2007年10月26日発売。2006年8月31日発売の「ガメラ 生誕40周年記念Z計画 DVD-BOX」に収録されている。
- Blu-ray
2009年7月24日発売の「昭和ガメラ ブルーレイBOX II」に収録されており、単品版も同時発売。